# Odontoiatra in Italia
L'odontoiatra in Italia è una figura professionale che opera nel campo dell'odontoiatria. Il Professionista sanitario (dentist in inglese secondo denominazione internazionale) specialista in questa disciplina è l'odontoiatra o odontostomatologo. L'odontoiatra può essere indicato come "medico odontoiatra”, rientra nelle figure sanitarie definite come "prescrittori" e ha competenze di diagnosi e cura per la branca medica specifica.

## Storia
Nei periodi precedenti all'unità d'Italia ogni Stato o Repubblica regolamentava la professione di dentista in modo autonomo. Il Regno di Sardegna con l'art.47 del Regolamento annesso a RR. PP. (Regie Partenti) del 16 marzo 1839 prevedeva per l'arte di dentista:
In seguito l'art. 30 del Regolamento 25 luglio 1844 abroga il disposto dell'art.47 del Regolamento annesso alle Regie Patenti del 16 marzo 1839, dichiarando abolite le approvazioni per frazioni della chirurgia conosciute sotto i nomi di dentista, ernista, litotomista, oculista, e simili.
Il primo provvedimento dopo la proclamazione del Regno d'Italia avente per oggetto specifico l'attività di dentista fu il Regio decreto 8 giugno 1865, n. 2322:
Art.118 Riguardo a coloro che alla data del presente Regolamento legalmente esercitassero l'arte di dentista in virtù di patente d'idoneità diversa da quella indicata nell'articolo precedente saranno applicate le disposizioni dell'articolo 114 concernenti l'esercizio della flebotomia.»
In seguito modificato nel 1866:
La figura è stata oggetto poi di una specifica normativa nel secondo dopoguerra a partire dal 1980.

## Disciplina normativa generale
Il DPR 28 febbraio del 1980, n. 135 istituì un apposito corso di laurea in ottemperanza alle direttive dell'Unione europea 78/686 e 78/687 del 25 luglio 1978; per coloro in possesso del diploma di laurea in Medicina e Chirurgia conseguito prima dell'entrata in vigore di tale norma, l'esercizio della libera professione è subordinato al possesso del diploma di specializzazione in Odontostomatologia. L'adeguamento normativo dell’Italia agli altri Stati membri dell'Unione europea creò una nuova figura professionale, l'odontoiatra, separata da quella del medico-chirurgo. Successive modifiche ed aggiornamenti istituirono l'Albo degli Odontoiatri, che si aggiunge all'Albo dei Medici Chirurghi, tenuto dall'Ordine dei Medici Chirurghi e degli Odontoiatri. In ogni caso, era possibile la cosiddetta "doppia iscrizione", ossia l'iscrizione consentita per alcuni laureati in Medicina e Chirurgia - in possesso di particolari requisiti - sia all'albo degli Odontoiatri che a quello dei Medici Chirurghi, oltre che per i professionisti che hanno conseguito entrambe le lauree. La legge 24 luglio 1985, n. 409 ha giuridicamente distinto la professione di medico-chirurgo da quella di odontoiatra o medico-dentista, riconoscendo per questa professione un percorso universitario a sé stante. Dall'anno accademico 2009-2010 è stato istituito il corso di laurea in Odontoiatria e Protesi dentaria, con Ordinamento ex DM 270/04, della durata di sei anni e con un numero complessivo di 360 CFU.
Il profilo professionale per gli odontoiatri è regolamentato dalla norma del 1985:
Gli odontoiatri possono prescrivere tutti i medicamenti necessari all'esercizio della loro professione.»
Sul tema della prevenzione odontoiatrica vi è una ricca normativa, dedicata all'educazione e all'istruzione alla igiene orale nelle scuole, compito già affidato ai servizi di Igiene e Sanità Pubblica dal D.P.R. n. 264 del 1961:
f) all'educazione igienico-sanitaria della popolazione scolastica; ...
Art. 12 I servizi medico-specialistici di cui all'articolo 11 concernono:
1) le imperfezioni e le malattie dentarie; ...»
Nel piano nazionale per la prevenzione per gli anni 2010-2012 (PNP), la voce "patologie orali" discute sulla importanza della prevenzione odontoiatrica:
Si tratta di malattie di cui è nota l'eziologia, la patogenesi, l'evoluzione e soprattutto gli alti costi sociali e che trovano nella prevenzione una misura fondamentale in termini di efficacia e favorevole rapporto costobenefici.
Appare, pertanto, chiaro il ruolo fondamentale della prevenzione in considerazione del fatto che una buona prevenzione odontostomatologica consente ricadute positive per altre patologie cronico-degenerative sistemiche. Nonostante ì miglioramenti in termini dì salute orale globale, raggiunti negli ultimi anni, rimane ancora elevata la necessità di promuovere ulteriori interventi che mirino ad avere massima efficacia e, soprattutto, vedano coinvolte tutte le professionalità deputate al mantenimento ed al ripristino della salute orale. ...»

## Formazione e specializzazione
Per essere ammessi al corso di laurea è necessario superare una prova di ammissione, di contenuto identico sul territorio nazionale, predisposta dal Ministero dell'istruzione, dell'università e della ricerca. Possono essere ammessi candidati che siano in possesso di un diploma di scuola secondaria superiore o di altro titolo conseguito all’estero, riconosciuto idoneo in base alla normativa vigente. Il numero degli ammessi nelle singole sedi tiene conto della disponibilità di personale docente, di strutture didattiche (aule e laboratori) e di strutture assistenziali utilizzabili per la conduzione delle attività pratiche di tirocinio. Al termine del ciclo di studi, il laureato in Odontoiatria e Protesi dentaria deve quindi superare un esame di Stato abilitante alla professione di odontoiatra. Il diritto di stabilimento e di esercizio della professione risulta garantito dall'uniformità dei percorsi formativi con il riconoscimento bilaterale dei titoli di studio tra i Paesi dell'Unione europea, in ottemperanza con la Direttiva 2005/36/CE e con la recente Direttiva 2013/55/UE del Parlamento europeo e del Consiglio del 20 novembre 2013.
L'odontoiatra può prescrivere tutti i medicamenti necessari all'esercizio della sua professione; egli inoltre recita il Giuramento di Ippocrate ed è tenuto a rispettare il Codice di Deontologia Medica. Requisito indispensabile per l'esercizio della professione in Italia è l'iscrizione all'Albo degli Odontoiatri, presso l'Ordine dei Medici Chirurghi e degli Odontoiatri della provincia di residenza del sanitario. La professione, previa iscrizione all'Albo, può essere esercitata su tutto il territorio nazionale.
L'odontoiatria presenta diverse branche specialistiche; in Italia sono attive le scuole di specializzazione universitarie post laurea, della durata di tre anni, in:
- Chirurgia orale
- Ortognatodonzia
- Odontoiatria pediatrica[19]

## Adempimenti normativi
Per poter esercitare il dentista deve sottostare agli obblighi di legge disciplinanti la materia; dopo il superamento dell'esame di stato il neolaureato, per poter esercitare la professione medica l'odontoiatra ha l'obbligo di iscriversi all'ordine professionale della provincia italiana dove intende svolgere la propria attività; l'autorizzazione ad esercitare nel locale destinato a Studio Dentistico è subordinato alla comunicazione ed al controllo della ASL territoriale, di tutte le normative vigenti in tema di apertura e inizio attività. In Italia il legittimo esercizio dell’odontoiatria è quindi consentito esclusivamente a:
- laureati in Odontoiatria e Protesi Dentaria
- laureati in Medicina e Chirurgia, immatricolati al corso di laurea dopo il 28/01/1980, in possesso del diploma di specializzazione in Odontostomatologia; o abilitati all'esercizio dell'odontoiatria secondo quanto previsto dal d.lgs 13 ottobre 1998, n. 386;
- laureati in Medicina e Chirurgia, immatricolati al corso di laurea prima del 28/01/1980, con o senza specializzazione in Odontostomatologia.

Anche lo studio odontoiatrico è sottoposto alle normative riguardanti l'applicazione della sicurezza sui luoghi dove si svolge attività professionale, nel quale ci si avvale di collaboratori dipendenti o collaboratori liberi professionisti e si ricevono persone da sottoporre a cure ed in particolare alla osservanza dell'art.4 comma 1 che dispone: il datore di lavoro deve valutare, nella scelta delle attrezzature di lavoro e delle sostanze e dei preparati chimici impiegati, nonché della sistemazione dei luoghi di lavoro, i rischi per la salute dei lavoratori, ivi compresi quelli esposti a rischi particolari. All'esito di questa valutazione, il datore di lavoro dovrà produrre un documento denominato Piano di Sicurezza dello Studio contenente:
a) una relazione dei rischi per la sicurezza e la salute durante il lavoro, nella quale sono specificati i criteri adottati per la valutazione stessa.
b) L'individuazione delle misure di prevenzione e di protezione attuate in conseguenza della valutazione di cui alla lettera a, nonché delle attrezzature di protezione utilizzate
c) Il programma di attuazione delle misure di cui la lettera b.
Incombenze anche in tema di:
1. Meccanica, delle apparecchiature elettromedicali e attrezzature odontoiatriche
2. Impiantistica elettrica, messa a terra
3. Rifiuti speciali, assimilabili ospedalieri
4. Registro degli infortuni
5. Radioprotezione del personale dipendente, collaboratori e pazienti e personali
6. Rumore, controllo fonometrici
7. Luce, illuminazione ambientale
8. Biologico: esposizione ai virus e all'epatite c
9. Gas, nell'utilizzo di protossido d'azoto quale gas anestetico
10. Postura, ergonomia del posto di lavoro ( posizione fisiologica corretta
11. L'uso di VDT, monitor, schermi TV, e di altri dispositivi ove previsto

Il medico odontoiatra titolare ha l'obbligo di:
svolgere i compiti propri del servizio di prevenzione dei rischi o individuare figura idonea (nel caso di più professionisti esercitanti nel medesimo ambiente di lavoro) di sorveglianza sanitaria con esecuzione degli accertamenti complementari:
- a) profilassi delle malattie infettive
- b) rilascio di idoneità lavorativa
- c) individuare/fornire ai lavoratori i necessari mezzi idonei di protezione individuali, ambientali e d'emergenza
- d) impartire a ciascun lavoratore un'adeguata informazione mirata ai rischi e alla sicurezza specifica del proprio posto di lavoro
- e) tenere un registro cronologico degli infortuni sul lavoro come da art.4/5c
- f) provvedere al rilascio al dipendente/i, al momento della risoluzione del rapporto, copia delle cartelle sanitarie e di rischio.

Il titolare dello studio può demandare a personale esterno (ditte specializzate abilitate) l'elaborazione del Piano Sicurezza e conservato da esibire in occasione di eventuali controlli e/o verifiche autorizzazioni Tale documento dovrà poi essere rielaborato ogni qualvolta intervengano modifiche nello studio (cambio poltrone, autoclave, apparecchio emittente RX, ecc.) e trasmesso all'organo di vigilanza competente per territorio (ASL).
Va infine considerato un esercizio abusivo della professione quello condotto da persone prive del necessario titolo di studio, inclusi gli odontotecnici. Questi ultimi sono infatti in possesso di un diploma di scuola secondaria superiore che li abilita a realizzare protesi dentarie su prescrizione dell'odontoiatra, ma non ad intervenire direttamente sui pazienti.

## Dati sull'attività
Al 2017, circa 1 100 unità dei 37 000 medici odontoiatri italiani risultava occupato nella sanità pubblica. La quota pari al 2.9% è una delle più basse in Europa, ponendo questa rilevante voce di spesa a carico del bilancio delle famiglie private. Secondo dati ISTAT, la quota era pari al 5% nel 2013, stabile rispetto al 2005.
Un accordo stipulato nel 2009 tra il Ministero del Lavoro, della Salute, l'Associazione Nazionale Dentisti Italiani e l’Associazione Odontoiatri Cattolici Italiani (OCI), ha istituito una rete nazionale di privati professionisti che forniscono prestazioni odontoiatriche a prezzi calmierati a favore dei cittadini meno abbienti.